# Pulchriplana insignis
Pulchriplana insignis is een platworm (Platyhelminthes). De worm is tweeslachtig. De soort leeft in het zoute water.
Het geslacht Pulchriplana, waarin de platworm wordt geplaatst, wordt tot de familie Ilyplanidae gerekend. De wetenschappelijke naam van de soort werd voor het eerst geldig gepubliceerd in 1938 door Palombi.